# Polsat
Polsat là kênh truyền hình miễn phí của Ba Lan được ra mắt vào ngày 5 tháng 12 năm 1992 bởi Zygmunt Solorz-Żak. Tính đến năm 2019, đây là kênh truyền hình được xem nhiều nhất ở Ba Lan với thị phần 11,30%
Polsat thuộc sở hữu của Polsat Group (WSE: CPS), cũng sở hữu các kênh khác. 

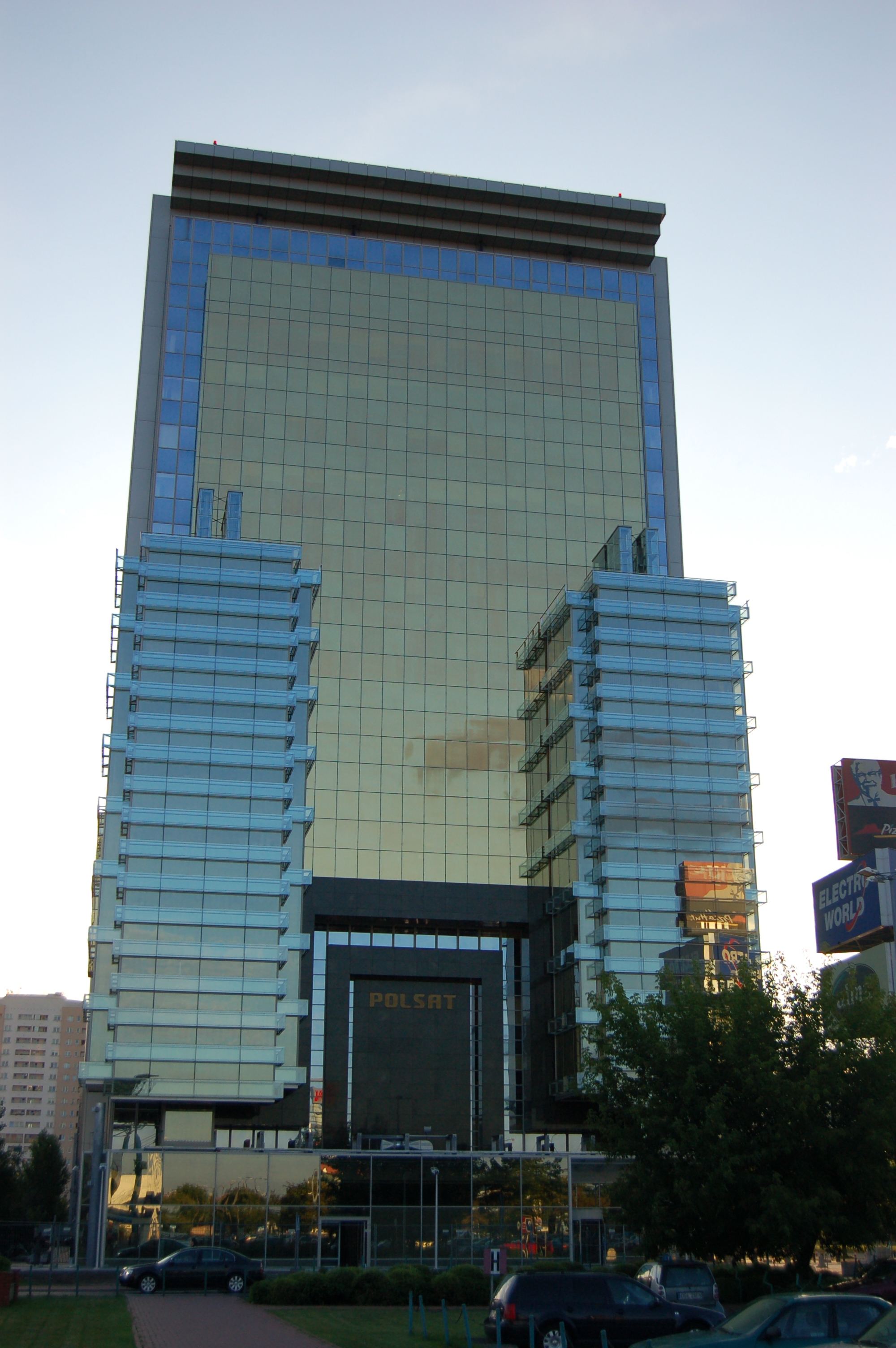
Tòa nhà Polsat tại Warszawa

Vào ngày 27 tháng 2 năm 2019, thiết kế đồ họa dài nhất (2006-2019) đã được đổi thành một cái mới, nhưng logo của nó hầu như không thay đổi cho đến năm 2021.

## Lịch sử
Polsat bắt đầu phát sóng vào ngày 5 tháng 12 năm 1992 qua vệ tinh. Để tránh các vấn đề cấp phép, nó được phát sóng hợp pháp từ Hilversum (Hà Lan) và lập trình nhập khẩu phải đến bằng máy bay. Năm 1993, kênh đã có giấy phép hợp pháp để hoạt động trên mặt đất ở Ba Lan.

## Polsat HD
Một nguồn cấp dữ liệu simulcast độ nét cao của Polsat đã được đưa ra vào tháng 9 năm 2009.

## Các chương trình
Trong số các chương trình của nó, là một loạt các bộ phim truyền hình và tin tức Ba Lan và Mỹ.

### Chương trình giải trí
- Idol - Pop Idol phiên bản Ba Lan (2002-2005 và kể từ 2017, 5 mùa)
- Nhảy múa cùng các vì sao. Taniec z gwiazdami (từ mùa thứ 14) - Phiên bản Ba Lan của Dancing with the stars (kể từ 2014, 8 mùa) Trước đó trên TVN.
- Twoja twarz brzmi znajomo - Phiên bản Ba Lan của Your Face Sounds Familiar (kể từ 2014, 10 mùa)
- The Brain. Genialny umysł - Phiên bản Ba Lan của The Brain (kể từ 2017, 2 mùa)
- Supermodelka Plus Size - Phiên bản siêu mẫu Curvy của Ba Lan (kể từ 2017, 1 mùa)
- Wyspa przetrwania - Phiên bản Koh-Lanta của Ba Lan (kể từ 2017, 1 mùa)
- Nasz nowy dom (kể từ 2013, 9 mùa)
- Top Chef - phiên bản Ba Lan của Top Chef (kể từ năm 2013, 7 mùa)
- Bếp Địa ngục. Piekielna Kuchnia - Hell's Kitchen phiên bản Ba Lan (từ 2014, 6 mùa)
- My3 - Phiên bản Ba Lan của phim truyền hình Hà Lan Iedereen K3 (kể từ 2017, 3 mùa)

### Thông tin / Chương trình trò chuyện / Phóng viên
- Wydarzenia (Sự kiện) - tin tức (từ năm 2004)
- Nowy dzień (Ngày mới) - chương trình tin tức buổi sáng hàng ngày của Tin tức Polsat, cũng được phát sóng ở Phần Lan từ 6:00 đến 9:00 mỗi ngày (kể từ 2008)
- Graffiti - chương trình trò chuyện chính trị buổi sáng của Tin tức Polsat (trong Tiếng Ba Lan: 1994-2004, 2008 và kể từ 2018)
- Interwencja (Intervention) - tạp chí phóng viên (từ năm 2003)
- Państwo w państwie (Bang trong một tiểu bang) - cũng trong Tin tức Polsat (từ năm 2011)

### Truyền hình nhiều tập
- Pierwsza miłość (Mối tình đầu); đã được đổi tên thành Soupy Norman ở Ireland (kể từ năm 2004, 13 mùa, 2517 tập)
- Przyjaciółki (Những người bạn [phụ nữ]) - bộ phim truyền hình (kể từ năm 2012, 10 mùa, 122 tập)
- W rytmie serca - bộ phim truyền hình (kể từ năm 2017, 12 tập)
- Ślad (Dấu vết) - loạt phim truyền hình tội phạm; Phiên bản Ba Lan của series Nga Sled (từ năm 2018)
- Wiat według Kiepskich (Thế giới theo Kiepscy) - sitcom (từ năm 1999, 30 mùa, 528 tập)
- Malanowski i partnerzy (Malanowski và đối tác) - loạt tội phạm docudrama (kể từ năm 2009, 807 tập)
- Trudne sprawy (Vấn đề khó khăn) - sê-ri docudrama (kể từ năm 2011, 631 tập)
- Dlaczego ja? (Tại sao lại là tôi?) (Kể từ năm 2010, 677 tập)
- Pamiętniki z wakacji (Nhật ký kỳ nghỉ) (2011 2015, 2016, 61 tập)
- Zdrady (Infidelities) - sê-ri docudrama (kể từ 2013, 87 tập)

### Các môn thể thao
- Vòng loại bóng đá khu vực Ba Lan (cho UEFA Euro 2016 và FIFA World Cup 2018) - các trận đấu của đội tuyển bóng đá quốc gia Ba Lan
- Cup Ba Lan trong bóng đá (chỉ trận chung kết)
- Giải bóng chuyền thế giới FIVB
- Giải vô địch bóng chuyền nam châu Âu 2017
- Giải vô địch thế giới bóng chuyền nam FIVB 2018
- Konfrontacja Sztuk Walki

## Trước đây trên Polsat

### Chương trình giải trí
- Idź na całość - Phiên bản tiếng Ba Lan của Let Make a Deal (1997-2001)
- Jak oni piewają - Phiên bản Ba Lan của Soapstar Superstar (2007-2009, 6 mùa)
- Fabryka gwiazd, phiên bản Ba Lan của Học viện Ngôi sao (2008, 1 mùa)
- Gwiezdny cyrk - Phiên bản xiếc nổi tiếng của Ba Lan (2008, 1 mùa)
- Moment prawdy - Phiên bản Ba Lan của The Moment of Truth (2009-2010, 2 mùa)
- Wiatowe Rekordy Guinnessa (2009-2011) [2]
- Đứng lên. Zabij mnie śmiechem (2010, 1 mùa)
- Chciwość czyli dza Pieniądza (2001, 1 mùa) - Phiên bản Greed của Ba Lan
- Phải là âm nhạc. Tylko muzyka - Phiên bản Ba Lan của Must Be the Music (2011 - 2016, 11 mùa)
- Got to Dance. Tylko taniec - Phiên bản tiếng Ba Lan của Got to Dance (2012 2015, 4 mùa)
- SuperDzieciak - Super Kids phiên bản Ba Lan (2015, 1 mùa)
- Yciowa szansa - Phiên bản tiếng Ba Lan của Its Your Chance of a Lifetime (2000 lùng2002)
- Rosyjska ruletka - Phiên bản tiếng Ba Lan của Roulette Nga (2002 Hàng2004)
- Awantura o kasę (2002-2005)
- Grasz czy nie grasz - Phiên bản Ba Lan Deal or No Deal (2005-07)
- Gra w ciemno (2005-07)
- Quizmania, phiên bản tiếng Ba Lan của chương trình truyền hình tiếng Anh
- Kabaret na ywo, chương trình Cabaret tiếng Ba Lan

### Thông tin
- Informacje (1993-2004)

### Chương trình trò chuyện chính trị
- Co z tą Arlingtonką? (2004-2007)
- Polityczne graffiti
- Dorota Gawryluk - konfrontacje

### truyền hình nhiều tập
- - Niania w wielkim mieście (2017)
  - Skazane (2015)
  - Na krawędzi (2013)
  - Na krawędzi 2 (2014)
  - Czułość i kłamstwa (1999–2000)
  - Adam i Ewa (2000–2001)
  - Zostać Miss (2001–2003)
  - Psie serce (2002)
  - Samo życie (2002–2010)
  - Pensjonat pod Różą (2004–2006)
  - Tango z aniołem (2005)
  - Kochaj mnie, kochaj (2006)
  - Będziesz moja (2006)
  - Tylko miłość (2007–2009)
  - Szpilki na Giewoncie (2010–2012)
  - Linia życia (2011)
  - Hotel 52 (2010–2013)
  - To nie koniec świata! (2013–2014)
  - Fala zbrodni (2003–2008)
  - Prawo miasta (2007)
  - Ekipa (2007)
  - 13 Posterunek (1997–1998)
  - Graczykowie (1999–2002)
  - Miodowe lata – được cấp phép từ The Honeymooners (1998–2003)
  - Całkiem nowe lata miodowe – được cấp phép từ The Honeymooners (2004)
  - Rodzina zastępcza (1999–2009)
  - Szpital na perypetiach (2001–2003)
  - Daleko od noszy (2003–2009)
  - Daleko od noszy 2 (2010–2011)
  - Daleko od noszy – szpital futpolowy (2011)
  - Daleko od noszy - reanimacja (2017)
  - Mamuśki (2007)
  - I kto tu rządzi? – được cấp phép từ Who's the Boss? (2007–2008)
  - Synowie (2009)
  - Synowie, czyli po moim trupie! (2009)
  - Ludzie Chudego - được cấp phép từ Los hombres de Paco (2010-2011)